# Tintin (revista)

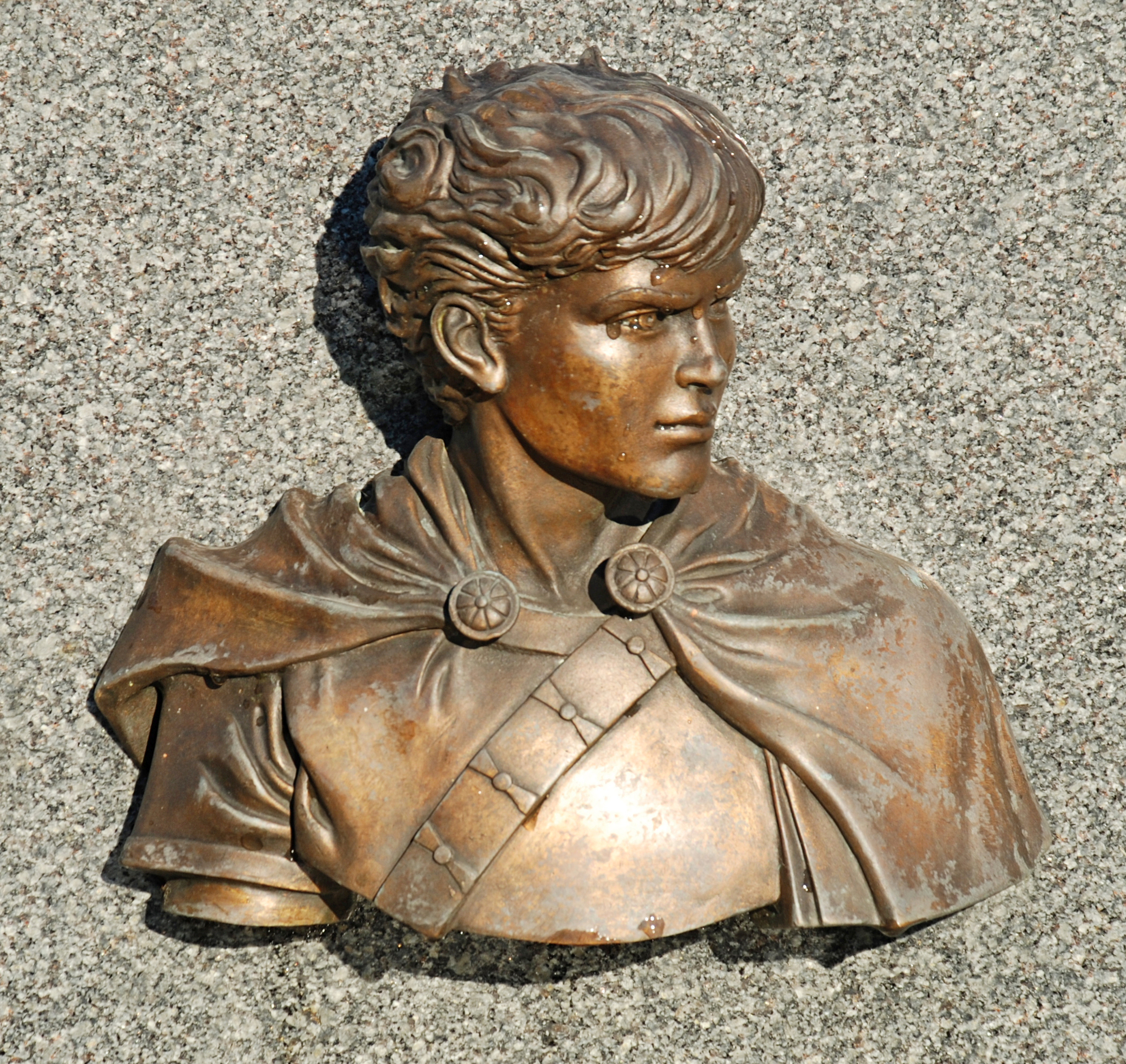
Alix, importante serie de la revista.

Tintin o Le Journal Tintin (en su versión francesa) y Kuifje (en su versión neerlandesa) fue una revista belga de historietas franco-belgas de periodicidad semanal que se publicó entre 1946 y 1993. Con el subtítulo de "La revista para jóvenes entre 7 y 77 años", fue una de las publicaciones más importantes en la historia del cómic franco-belga. Su personaje estrella fue Tintín, la creación de Hergé que daba nombre a la revista, pero en sus páginas aparecieron también otras series fundamentales del cómic, como Blake y Mortimer, de Edgar P. Jacobs, o Alix, de Jacques Martin.
La revista Tintin formaba parte de un elaborado esquema editorial. El contenido principal de la revista se centraba en una o dos páginas nuevas de varios álbumes de historietas que aún no se habían publicado en su totalidad, atrayendo así a los lectores semanales que no podían soportar la espera de álbumes completos. Había varias historias en curso en cualquier momento, lo que daba una amplia exposición a artistas menos conocidos. Tintin también estaba disponible encuadernada como colección de tapa dura o blanda. El contenido siempre incluía material de relleno, parte del cual era de considerable interés para los aficionados, por ejemplo, versiones alternativas de páginas de las historias de Tintín, o entrevistas con escritores y artistas. No todas las historietas que aparecían en Tintin se publicaban posteriormente en forma de álbum, lo que constituía otro incentivo para suscribirse a la revista. Si bien la calidad de la impresión de Tintin era alta en comparación con los cómics estadounidenses de los años 70, la calidad de los álbumes era magnífica, ya que utilizaban papel y procesos de impresión caros (y tenían en consecuencia precios elevados).

## Historia de publicación

### Comienzos: 1946-1949
Después de la Segunda Guerra Mundial, Raymond Leblanc y sus socios fundaron en Bélgica una pequeña editorial, Le Lombard, y decidieron crear una revista juvenil ilustrada. Decidieron que Tintín sería el héroe perfecto, ya que era muy conocido para entonces. Uno de los socios, André Sinave, fue a ver al autor de Tintín, Hergé, y le propuso crear la revista. Hergé, que había trabajado para Le Soir durante la guerra, era acusado de colaboracionismo con los ocupantes alemanes y estaba imposibilitado de publicar. Leblanc, sin embargo, había estado en la resistencia y contaba con influencias políticas. Tras consultar con su amigo Edgar Pierre Jacobs, Hergé aceptó.
En su primer número, que apareció el 26 de septiembre de 1946, la revista, en francés, llevaba el título de Tintin. Incluía historietas de Hergé, Edgar P. Jacobs (Blake y Mortimer), Paul Cuvelier (Corentin) y Jacques Laudy (Les Quatre Fils Aymon), y su amigo mutuo Jacques Van Melkebeke fungió como editor. (Debido a sospechas de incivismo que quedaron tras la guerra, Van Melkebeke se vio obligado a dejar de ser editor poco después.) A partir del 19 de diciembre, la revista aumentó su número de páginas, pasando de 12 a 16. Simultáneamente se publicó la versión neerlandesa de la revista, Kuifje, que llevaba el nombre con el que el personaje de Tintín era conocido en neerlandés. Se editaron 40.000 ejemplares en francés y 20.000 en neerlandés.
Para Kuifje se nombró a otro redactor jefe, Karel Van Milleghem. Fue él quien inventó el famoso eslogan de "La revista para los jóvenes de 7 a 77 años", que luego retomaron las demás ediciones. (Van Milleghem dio a Raymond Leblanc la idea del estudio de animación Belvision, que se convirtió en el mayor estudio de animación europeo, produciendo diez largometrajes, entre ellos algunos con Tintín. Fue Van Milleghem quien también presentó a Bob De Moor a la revista y a Hergé. De Moor se convirtió en un habitual de la revista y en el principal artista del Studio Hergé).
En 1948 la revista aumentó a 20 páginas y se publicó una versión separada para Francia. Se unieron en este año a la plantilla del semanario otros importantes nombres de la historieta francobelga: los franceses Jacques Martin (Alix),  Étienne Le Rallic y Dino Attanasio, y el flamenco Willy Vandersteen (Bob et Bobette).
En 1949 se unió al equipo de historietistas de la publicación Bob de Moor, quien ya había publicado en Kuifje, la versión neerlandesa del semanario, y que sería en el futuro uno de los más destacados colaboradores de Hergé.
Durante décadas, Hergé tuvo el control artístico de la revista, aunque a veces se ausentaba durante largos periodos y nuevos trabajos suyos eran cada vez más escasos. Su influencia es muy evidente en Bob y Bobette de Vandersteen, en la que Hergé impuso una mayor atención a las historias, la edición y un cambio de estilo artístico.
| Fecha           | Números    | Título             | Aventuras de continuará                     | Autoría             |
| --------------- | ---------- | ------------------ | ------------------------------------------- | ------------------- |
| 26/09/1946-     | 1-         | Tintin             | Le temple du soleil (1/46-23/47, 34/47-)    | Hergé               |
| 26/09/1946-     | 1-         | Corentin           | L’extraordinaire odyssée de Corentin Feldoë | Paul Cuvelier       |
| 26/09/1946-     | 1-         | Blake et Mortimer  | Le secret de l’Espadon                      | Edgar Pierre Jacobs |
| 02/01/1947-1953 | 1/47-51/53 | Jo, Zette et Jocko | Le rayon du mystère                         | Hergé               |
| 08/05/1947-1950 | 19/47      | Teddy Bill         |                                             | Le Rallic           |
| 1947            | 25/47-     | Quick et Flupke    |                                             | Hergé               |
| 16/09/1948-1958 | 38/48-     | Bob et Bobette     | Le fantôme espagnol                         | Willy Vandersteen   |
| 16/09/1948-1980 | 38/48-     | Alix               | Alix l’intrépide                            | Jacques Martin      |

### Los años 50
La revista se volvió cada vez más internacional y exitosa en la década de 1950: en un momento dado, había versiones separadas para Francia, Suiza, Canadá, Bélgica y los Países Bajos, con unos 600.000 ejemplares semanales. La revista pasó a tener 32 páginas y también se creó una versión más económica: Chez Nous (en francés) / Ons Volkske (en neerlandés), impresa en papel más barato y que contenía principalmente reimpresiones de la revista Tintín, además de algunas series nuevas de Tíbet y el Studio Vandersteen. En la década de 1950 aparecieron en la revista nuevos artistas y nuevas series: 
| Años      | Números | Título            | Autoría                     |
| --------- | ------- | ----------------- | --------------------------- |
| 1952-     | 21/52-  | Lefranc           | Jacques Martin              |
| 1954-     | 14/54   | Chlorophylle      | Raymond Macherot            |
| 1954-1972 | 46-     | Dan Cooper        | Albert Weinberg             |
| 1955-1962 | 13/55-  | Ric Hochet        | Tíbet                       |
| 1955-1980 | 42/55-  | Chick Bill        | Tíbet                       |
| 1955-     | 42/55-  | Modeste et Pompon | Franquin                    |
| 1957      | 24/57-  | Michel Vaillant   | Jean Graton                 |
| 1957-     | 42/57-  | Spaghetti         | Goscinny/Dino Attanasio     |
| 1958      | 14/58-  | Oumpah-pah        | Albert Uderzo/René Goscinny |
| 1959-1980 | 50/59-  | Clifton           | Raymond Macherot            |

### Los años 1960
En los años 60, la revista siguió atrayendo a nuevos artistas. La línea editorial se inclinaba claramente hacia el humor, con Greg (como redactor jefe y autor de series como el refrito de Zig et Puce), Jo-El Azara (con Taka Takata), Dany (con Olivier Rameau) y Dupa (con Cubitus). Otros escritores se incorporaron a la revista, como William Vance (con Ringo y Bruno Brasil) y Hermann (con Bernard Prince).
| Años      | Números | Título              | Autoría            |
| --------- | ------- | ------------------- | ------------------ |
| 1963-     | 12/63-  | Zig, Puce et Alfred | Greg               |
| 1964-     | 52/63-  | Line                | Greg/Paul Cuvelier |
| 1965      | 31/65   | Taka Takata         | Vicq, Jo–el        |
| 1966      | 1/66    | Bernard Prince      | Hermann            |
| 1967      | 3/67-   | Luc Orient          | Eddy Paape         |
| 1967      | 3/67-   | Bruno Brazil        | William Vance      |
| 1967      | 18/67-  | Jugurtha            | Laymilie/Hermann   |
| 1967      | 52/67-  | Martin Milan        | Godard             |
| 1968-     | 16/68   | Cubitus             | Dupa               |
| 1968-1977 | 41/68   | Olivier Rameau      | Greg/Dany          |
| 1969-     | 8/69-   | Robin Dubois        | De Groot/Turk      |
| 1969-1980 | 43/69   | Tribu terrible      | Bess               |
| 1969-     | 49/69-  | Benjamin            | Hachel             |
| 1969      | 50/69   | Comanche            | Greg/Hermann       |

### Los años 1970
En los años 70, el panorama del cómic en Francia y Bélgica experimentó importantes cambios. A finales de los años sesenta, el ambiente de las revistas había decaído en favor de los álbumes. En 1965, Greg fue nombrado redactor jefe. Greg transformó la línea editorial, para seguir el ritmo de las nuevas formas de pensar de la época. Los personajes adquirieron dimensiones psicológicas, aparecieron personajes femeninos reales y se empezó a hablar del sexo. Se añadieron a la revista nuevas series de artistas extranjeros. También desaparecieron los artículos moralizantes y las largas biografías. Estas transformaciones se vieron coronadas por el éxito, lo que llevó al premio Yellow Kid en el festival del cómic de Lucca, concedido a la revista en 1972 como mejor publicación del año. Greg dejó su puesto de editor jefe en 1974. Los nuevos autores y escritores más importantes de la década de 1970 y sus series fueron:
| Años      | Números     | Título                 | Autoría                                |
| --------- | ----------- | ---------------------- | -------------------------------------- |
| 1970-     | 7/10-       | Rififi                 | Mouminoux                              |
| 1971-1976 | 6/71-3/76   | Dani Futuro            | Carlos Giménez                         |
| 1973-1975 | 6/73-       | Scorpions du désert    | Hugo Pratt                             |
| 1973-     | 14/73-      | Buddy Longway          | Derib                                  |
| 1973-1975 | 19/73-2/75  | The Spirit             | Will Eisner                            |
| 1974      | 7/74-       | Cro–Magnon             | Bara                                   |
| 1974      | 14/74       | Corto Maltese          | Hugo Pratt                             |
| 1975      |             | Les Casseurs           | André-Paul Duchâteau/Christian Denayer |
| 1975-1980 | 6/75-44/80  | Jonathan               | Cosey                                  |
| 1975-     | 38/75-      | Bob Morane             | Vernes/Vance                           |
| 1976-1980 | 52/76-      | Alain Chevallier       | André-Paul Duchâteau/Christian Denayer |
| 1977-1979 | 12/77-44/79 | Thorgal                | Jean Van Hamme/Grzegorz Rosinski       |
| 1977      | 15/77-      | Leo Gwenn              | Vicq/Hulet                             |
| 1978-     | 20/78-      | Yakari                 | Derib                                  |
| 1978-     |             | Résidus, tyran de Rome | Blareau/Pierre Guilmard                |
| 1978-1980 | 46/78-50/80 | Rork                   | Andreas Martens                        |
| 1978-1980 | 47/78-10/80 | William Lapoire        | Serge Ernst                            |
| 1980      | 8/80-16/80  | Ali Béber              | Bédu                                   |
| 1980-     | 6/80-       | Cosmic Connection      | Walli                                  |
| 1980-     | 44/80       | Nahomi                 | Crisse                                 |

### Los años 1980 y 1990
La década de 1980 mostró un declive constante de la popularidad de la revista Tintín, con diferentes intentos de corta duración para atraer a un nuevo público. Los adolescentes y los adultos preferían (À Suivre), si es que incluso leían historietas, y los niños más pequeños parecían menos inclinados a leer revistas de historietas y preferían los álbumes. Aun así, empezaron algunos autores y series nuevas importantes, como Grzegorz Rosiński, con Thorgal, o Andreas, con Rork. A finales de 1980 se canceló la edición belga, quedando la francesa.
En 1988, la tirada de la versión francesa había descendido a 100.000 ejemplares, y al finalizar el contrato entre la familia Hergé y Raymond Leblanc, se cambió el nombre por el de Tintín Reporter. Alain Baran, un amigo de Hergé, intentó revivir la revista. La revista desapareció después de seis meses, dejando atrás un desastre financiero. La tirada de la revista disminuyó drásticamente, y la publicación de la versión neerlandesa Kuifje cesó en 1992, mientras que la versión francesa, rebautizada Hello Bédé, desapareció finalmente en 1993.

## Otras ediciones

### Edición belga
Se distribuyó en Bélgica y Canadá.

### Edición francesa
Desde el 28 de octubre de 1948, Ediciones Dargaud empezó a publicar la versión francesa de la revista, que se distribuía también en Suiza (la original se distribuía únicamente en Bélgica). 
En Francia, el nuevo semanario publicó las mismas series que la revista general, pero con algunas semanas de retraso.

### Edición española
Zendrera publicó entre 1967 y 1969 su versión española, que alcanzó los 69 números. Este último año, el "Tintín" en español se fusionó con "Gaceta Junior".
| Números | Título           | Historias de "continuará"                                                    | Fecha                                                                                          | Autoría         |
| ------- | ---------------- | ---------------------------------------------------------------------------- | ---------------------------------------------------------------------------------------------- | --------------- |
| 1       | Gregorio         |                                                                              |                                                                                                | Jan Kruis       |
| 1       | Pancho Bomba     |                                                                              |                                                                                                | Hubuc/Mike      |
| 1       | Modesto y Pompon |                                                                              |                                                                                                | Attanasio       |
| 1       | Ric Barry        | Firmado Camaleón                                                             |                                                                                                | Duchâteau/Tíbet |
| 1-      | Tintin           | Tintín en América Tintín en el Congo Vuelo 714 para Sidney Objetivo: la Luna | 15/11/1967 – 15/05/1968 22/05/1968 – 25/11/1968 2/12/1968 – 15/01/1969 22/01/1969 - 29/01/1969 | Hergé           |
| 4       | Kid Ordi         |                                                                              |                                                                                                | Tíbet           |
| 16-33   | Ray Ringo        |                                                                              |                                                                                                |                 |

Ya en 1981, Bruguera volvió a retomarla, bajo la dirección de Arturo Pascual Fernández y con el siguiente contenido:
| Números | Fecha      | Título                 | Historias de "continuará"                                          | Autoría           |
| ------- | ---------- | ---------------------- | ------------------------------------------------------------------ | ----------------- |
| 1-20    | 01/06/1981 | Tintin                 | El cangrejo de las pinzas de oro (1-10) Tintín en el Congo (11-20) | Hergé             |
| 1       | 01/06/1981 | Benjamin               |                                                                    | Hachel            |
| 1       | 01/06/1981 | Cosmic Connection      |                                                                    | Walli             |
| 1       | 01/06/1981 | Leo Gwenn              |                                                                    | Vicq/Hulet        |
| 1-5     | 01/06/1981 | Comanche               | Los sheriffs (1-5)                                                 | Greg/Hermann      |
| 1       | 01/06/1981 | Felpudo                |                                                                    | Dupa              |
| 1       | 01/06/1981 | Robin Dubois           |                                                                    | Turk/Bob de Groot |
| 1       | 01/06/1981 | Taka Takata            |                                                                    | Vicq/Jo-el Azara  |
| 1       | 01/06/1981 | Nahomi                 |                                                                    | Crisse            |
| 1       | 01/06/1981 | Sonrisas al minuto     |                                                                    | Serge Ernst       |
| 5-      | 03/08/1981 | Umpah-pah el piel roja |                                                                    | Goscinny/Uderzo   |
| 6       | 17/08/1981 | Ali Béber              |                                                                    | Blareau/Bédu      |

### Ediciones en otros países
La revista Tintín ha sido editada en otros países y lenguas:
- En Portugal: 1968–1982.
- En Grecia: 1969–1972.
- En Egipto (árabe): 1971-1980

## Elcupón Tintin
Para mantener la fidelidad de sus lectores, la revista creó una especie de carné de fidelidad, que se llamaba "Chèque Tintin" en Francia, y "Timbre Tintin" en Bélgica, que se adjuntaba en cada entrega de la publicación. Se trataba de sellos que podían intercambiarse por regalos que no se vendían en tiendas, y que hicieron furor entre el público juvenil. Otras empresas, entre ellas muchas de alimentación, se asociaron al sistema del cupón Tintin... Aparecieron desde una soda hasta zapatos con la efigie de Tintín. Incluso la SCNF ofrecía un viaje gratuito de 100 km a cambio de 800 sellos Tintín. Entre los regalos estaban también cromos de Tintín, e incluso originales de sus creadores.

## La rivalidad entreSpirouyTintin
Desde el principio, la revista Tintín compitió con la revista Spirou. Como parte de un acuerdo de caballeros entre los dos editores, Raymond Leblanc por parte de Le Lombard y Charles Dupuis por parte de Dupuis, si un artista era publicado por una de las revistas, no sería publicado por la otra. Sin embargo, una notable excepción fue André Franquin, que en 1955, tras una disputa con su editor, pasó de la más popular Spirou a Tintín. La disputa se resolvió rápidamente, pero para entonces Franquin había firmado un acuerdo con Tintín por cinco años. Creó Modeste et Pompon para Tintín mientras seguía trabajando para Spirou. Dejó Tintín al final de su contrato. Algunos artistas pasaron de Spirou a Tintín, como Eddy Paape y Liliane & Fred Funcken, mientras que otros pasaron de Tintín a Spirou, como Raymond Macherot o Berck.